# Simulium indica
Simulium indica es una especie de insecto del género Simulium, familia Simuliidae, orden Diptera.
Fue descrita científicamente por Singh Sidhu, 2005.